# Southlake (Teksas)
Southlake – miasto w Stanach Zjednoczonych, w stanie Teksas, na przedmieściach aglomeracji Dallas, nad jeziorem Grapevine. Położone około 35 km na północny–zachód od Dallas, miasto w zdecydowanej większości znajduje się w obrębie hrastwa Tarrant, a jego niewielka część rozciąga się na hrabstwo Denton. Leży pomiędzy miastami Grapevine i Roanoke. 
Według danych z 2022 należy do pięciu najbogatszych miast Stanów Zjednoczonych (obok Los Altos, University Park, McLean i Wellesley).

## Demografia
Mieszkańcy deklarują głównie pochodzenie angielskie (17,8%), niemieckie (15,7%), irlandzkie (12,6%), hinduskie (7,4%), włoskie (5,4%), chińskie (4,8%), „amerykańskie” (4,4%), meksykańskie (4%) i polskie (2,7%).
Średni dochód gospodarstwa domowego (dane z 2023) w Southlake wynosi ponad 250 tys. dolarów, zaś dochód na mieszkańca 117 219 dolarów. 2% mieszkańców żyje poniżej relatywnej granicy ubóstwa.